# Matylda Plantagenet
Matylda Plantagenet (1156 – 28 czerwca 1189) – księżna Saksonii i Bawarii, żona Henryka Lwa, najstarsza córka Henryka II Plantageneta i Eleonory Akwitańskiej. 1 lutego 1168 roku w katedrze w Minden odbył się ślub Matyldy i Henryka Lwa, księcia Saksonii. W 1172 Matylda urodziła pierwsze dziecko - córkę Matyldą zwaną też Richenzą, następnie w okresie około 8 lat urodzili się dwaj synowie, W 1181 udała się wraz z mężem na wygnanie w wyniku przegranego sporu z cesarzem Fryderykiem I Barbarossą, podczas którego urodził się kolejny syn Wilhelm. Zmarła w Brunszwiku 28 czerwca 1189 roku i została pochowana w tamtejszej katedrze.